# Ryōko Kizaki
Pour les articles homonymes, voir Kizaki.
Ryōko Kizaki (木崎 良子, Kizaki Ryōko), née le 21 juin 1985 à Yosano, préfecture de Kyoto, est une athlète japonaise, spécialiste du fond et du marathon.
Elle remporte le marathon de Yokohama en 2011 avec le temps de 2 h 26 min 32 s. Elle a remporté deux médailles aux Universiades d'été. Son record sur la distance du marathon est de 2 h 23 min 34 s, obtenu au marathon de Nagoya le 10 mars 2013. Elle termine 4e des championnats du monde d'athlétisme 2013.